# Omar Razzaz
Omar Razzaz (en arabe : عمر الرزاز), né le 17 mai 1960 à Amman, est un homme d'État jordanien, Premier ministre de 2018 à 2020.

## Biographie
Il est nommé Premier ministre le 14 juin 2018,. Le 3 octobre 2020, Omar Al-Razzaz démissionne. Il expédie les affaires courantes jusqu'à son remplacement le 12 octobre.